# Jamea Jackson
Jamea Jackson (Atlanta, 7 september 1986) is een voormalig tennisspeelster uit de Verenigde Staten. Zij begon met tennis toen zij acht jaar oud was. Haar favoriete ondergrond is hardcourt. Zij was actief in het proftennis van 2003 tot en met 2009. Haar beste jaar was 2006. Daarna kreeg ze in toenemende mate last van een heupblessure. Ook na een operatie verbeterde dit niet, waardoor Jackson medio 2009 het beroepstennis vaarwel zei.

## Loopbaan

### Enkelspel
Jackson debuteerde in 2001 op het ITF-toernooi van Midland, MI (VS). Zij stond in 2003 voor het eerst in een finale, op het ITF-toernooi van Dallas, TX (VS) – hier veroverde zij haar eerste titel, door haar landgenote Angela Haynes te verslaan. In totaal won zij twee ITF-titels, de laatste in 2004 in Tucson, AZ (VS).
In 2003 nam Jackson voor het eerst deel aan een WTA-hoofdtoernooi, op het toernooi van Miami, waar zij via een wildcard was toegelaten. Zij kwam niet voorbij de eerste ronde; zij verloor van de Koreaanse Cho Yoon-jeong. Zij bereikte in 2006 voor het eerst een WTA-finale, op het toernooi van Birmingham door onder meer Jelena Janković en Maria Sjarapova te verslaan – in de eindstrijd verloor Jackson van de Russin Vera Zvonarjova. Zij slaagde er niet in om een WTA-titel te veroveren.
Haar beste prestatie op de grandslamtoernooien is het bereiken van de tweede ronde. Haar hoogste positie op de WTA-ranglijst is de 45e plaats, die zij bereikte in november 2006.
Trivia
Jackson is de eerste tennisspeler (m/v) die tijdens een (ATP of WTA) Tour-toernooi een challenge deed met het Hawk-Eye-systeem, op het WTA-toernooi van Miami in maart 2006.

### Dubbelspel
Jackson nam zelden deel aan dubbelspeltoernooien.
Op de grandslamtoernooien kwam ze in het vrouwendubbelspel nooit voorbij de eerste ronde. In het gemengd dubbelspel bereikte ze eenmaal de tweede ronde, op de US Open 2006, samen met landgenoot Jesse Levine. Haar hoogste positie op de WTA-ranglijst is de 266e plaats, die zij bereikte in oktober 2006.

## Posities op deWTA-ranglijst
Positie per einde seizoen:
| jaartal | rank enkel | rank dubbel |
| ------- | ---------- | ----------- |
| 2008    | 274        | –           |
| 2007    | 587        | –           |
| 2006    | 45         | 337         |
| 2005    | 75         | 374         |
| 2004    | 179        | –           |
| 2003    | 448        | 528         |

## Palmares
| Legenda                |
| ---------------------- |
| Grandslamtoernooi      |
| Olympische Spelen      |
| Year-End Championships |
| Tier I                 |
| Tier II                |
| Tier III               |
| Tier IV & V            |

### WTA-finaleplaatsen enkelspel
| nr.              | finaledatum | toernooi       | ondergrond | tegenstandster  | score       |         |
| ---------------- | ----------- | -------------- | ---------- | --------------- | ----------- | ------- |
| Verloren finales |             |                |            |                 |             |         |
| 1.               | 2006-06-18  | WTA Birmingham | gras       | Vera Zvonarjova | 612-7, 65-7 | details |

### Gewonnen ITF-toernooien enkelspel
| nr. | finaledatum | toernooi | ondergrond | dotatie | tegenstandster in finale | score     |
| --- | ----------- | -------- | ---------- | ------- | ------------------------ | --------- |
| 1.  | 2003-06-22  | Dallas   | hardcourt  | $10.000 | Angela Haynes            | 7-65, 6-3 |
| 2.  | 2004-11-21  | Tucson   | hardcourt  | $50.000 | Stéphanie Dubois         | 7-65, 7-5 |

## Prestatietabel
| Legenda | Legenda                          |
| ------- | -------------------------------- |
| g.t.    | geen toernooi gehouden           |
| l.c.    | lagere categorie                 |
| –       | niet deelgenomen                 |
| G       | uitgeschakeld in de groepsfase   |
| 1R      | uitgeschakeld in de eerste ronde |
| 2R      | uitgeschakeld in de tweede ronde |
| 3R      | uitgeschakeld in de derde ronde  |
| 4R      | uitgeschakeld in de vierde ronde |
| KF      | uitgeschakeld in de kwartfinale  |
| HF      | uitgeschakeld in de halve finale |
| F       | de finale verloren               |
| W       | het toernooi gewonnen            |
| w-v     | winst/verlies-balans             |

### Grand slam, enkelspel
| Toernooi        | 2004 | 2005 | 2006 | 2007 | 2008 |
| --------------- | ---- | ---- | ---- | ---- | ---- |
| Australian Open | –    | –    | 2R   | –    | –    |
| Roland Garros   | –    | –    | 2R   | 1R   | –    |
| Wimbledon       | –    | 2R   | 2R   | 1R   | –    |
| US Open         | 1R   | 1R   | 2R   | 1R   | 1R   |

### Grand slam, vrouwendubbelspel
| Toernooi        | 2004 | 2005 | 2006 |
| --------------- | ---- | ---- | ---- |
| Australian Open | –    | –    | –    |
| Roland Garros   | –    | –    | 1R   |
| Wimbledon       | –    | –    | 1R   |
| US Open         | 1R   | 1R   | 1R   |

### Grand slam, gemengd dubbelspel
| Toernooi        | 2006 |
| --------------- | ---- |
| Australian Open | –    |
| Roland Garros   | –    |
| Wimbledon       | –    |
| US Open         | 2R   |